# JavaOS
JavaOS è un sistema operativo sviluppato da Sun Microsystems basato su una macchina virtuale Java come elemento fondamentale. A differenza di altri sistemi operativi, come Windows, Linux o Mac OS, i quali sono scritti prevalentemente in C, JavaOS è scritto principalmente in Java.
JavaOS venne progettato per girare su sistemi embedded come set-top box, sistemi di rete o terminali bancomat. La sua architettura è basata su un microkernel che si interfaccia con l'hardware, sul quale viene fatta girare la macchina virtuale Java. Le architetture hardware supportate sono:
- ARM
- PowerPC
- SPARC
- StrongARM
- x86

Anche i driver e l'interfaccia grafica sono scritti in Java.
Nel 2006 Sun ha dichiarato JavaOS sistema legacy e ne raccomanda la sostituzione con J2ME.